# Бессонов, Владимир Анатольевич
Влади́мир Анато́льевич Бессо́нов (р. 31 декабря 1934) — советский и российский химик, доктор технических наук, начальник отдела Обнинского филиала Научно-исследовательского физико-химического института имени Л. Я. Карпова, профессор кафедры общей и специальной химии Обнинского института атомной энергетики.

## Биография
Владимир Анатольевич Бессонов родился 31 декабря 1934 года в д. Скориково Истринского района Московской области. Окончил среднюю школу № 3 г. Севастополя (1953) и Московский химико-технологический институт им. Д. И. Менделеева (1960), специальность «инженер-технолог по разделению и применению изотопов».
В 1964—1967 аспирант НИФХИ имени Л. Я. Карпова (Москва). Защитил диссертацию на степень кандидата химических наук (тема «Изучение сольватирующей способности эфиров методом изотопного обмена водорода»). Старший научный сотрудник (1976).Доктор технических наук (1987).
Начальник отдела Обнинского филиала Научно-исследовательского физико-химического института имени Л. Я. Карпова.
Профессор кафедры общей и специальной химии Обнинского института атомной энергетики.
Награждён Орденом Почёта  и золотой медалью имени академика И. В. Петрянова .

### Учебные пособия
- Бессонов В. А. Основы радиохимии: Учебное пособие по курсу «Радиохимия». — Обнинск: ИАТЭ, 2004. — 72 с.